# ゲイジングバトルベース
『ゲイジングバトルベース』（GAGE-LING BATTLE BASE）は、バンダイにより、2011年10月から2013年1月にかけて全国のおもちゃ売り場等において展開された『機動戦士ガンダムAGE』のアミューズメントゲーム。

## 概要
2011年のテレビアニメ『機動戦士ガンダムAGE』のトイ連動企画として、『ゲイジングリンク』と呼称されるプラモデル&フィギュアと連動させたアーケードゲーム。専用のICチップが組み込まれた対応商品を購入し、それらの商品を持ち寄って筐体に認識させることでゲームに参加できるというもので、商品は有料であるがゲームは無料という形態で運営される。プレイヤーはフィギュアの手足を組み替えることでオリジナルの機体を作成したり、複数のプラモデルを持ち寄ることで自分だけの部隊を編成したりすることができる。
対応商品として、「ゲイジングビルダー」 (GB) シリーズの完成済みフィギュアと、「アドバンスドグレード」 (AG) シリーズのプラモデル商品（ガンプラ）が発売されている。また、対応商品の読み取りに対応した「ゲイジングハロ」や、戦績を記録する「エイジデバイス」など、関連する玩具も発売された。
1979年に第1作の放送が始まったガンダムシリーズにおいて、プラモデルと玩具を連動させる試みは本シリーズが初となる。自分で組み立てたガンダムシリーズの模型（ガンプラ）をゲームの中で戦わせるという題材は、フィクションの世界においてはやまと虹一による1982年の漫画『プラモ狂四郎』をはじめとする幾つかの作品で主題として扱われており、本作に近い年代でも2010年のOVA『模型戦士ガンプラビルダーズ ビギニングG』のような作品もあるが、これらの作品に登場するのは実在しない架空のゲームであった。本作の試みは『プラモ狂四郎』に入れ込んだ世代の願望の一端を実現するものであり、発表時にはガンダムシリーズに新しい娯楽性をもたらすものとして話題になるのではないかという期待も寄せられた。

## ゲイジングバトルベース
玩具店舗等に設置された無料ゲーム筐体。2011年10月8日頃より店舗に設置開始している。
2012年1月28日より『ゲイジングバトルベースAGE-2』にバージョンアップ。バトル中に「AGEシステムチャンス」が発生。チャレンジモードで勝利すると自分のMSがチャレンジモードの敵ゴーストとして登場する。またゲイジングの順番によって特殊効果（オーダー効果）が発動するようになる。
2012年4月21日より『ゲイジングバトルベースAGE-3』にバージョンアップ。バトル中に不利になると「大逆転チャンス」が発生。キャラクターのカットインが入るようになった。
2012年8月1日より『ゲイジングバトルベースAGE-4』にバージョンアップ。これが最後のバージョンアップとなる。
2013年1月に稼働終了。

### 遊び方
訓練かバトルモードを選択し、プレイヤーが持ち寄ったGBシリーズまたはAGシリーズの商品をゲイジング（スキャン）してモビルスーツを登場させる。戦闘はアタック、カウンター、シフト等のコマンドボタンをじゃんけんの要領で押して戦う。相手のモビルスーツを全て破壊すれば勝利となる。
- クイックショットバトル

あいこの回数が3回になるとクイックショット・バトル（早押し勝負）が発生する。
- スペシャルアタック

SPゲージがMAXとなるとスペシャルアタックが発動できるようになる。
- ウェアライズ

戦闘中にパーツが破壊されてもパーツ交換が可能。
- ゲイジングチャンス

戦闘中にゲイジングチャンスが発生した場合、制限時間中に何度もゲイジング（スキャン）することでゲイジングチャンスが発動する。

## AGEデバイス
アニメ作品中に登場する同名の重要アイテムを模した、ゲイジングリンク用記録デバイス。ゲイジングバトルベースやゲイジングハロで稼いだ『ゲイジングポイント』と呼ばれる戦績を記録できるほか、内蔵のシミュレーションゲームによってもゲイジングポイントを貯めることができる。

## ゲイジングハロ
2011年10月28日発売。ハロ型液晶ゲーム。液晶ゲームのほか、音声内蔵で23種類のおしゃべりができる。またエイジデバイスやプラモデル&フィギュアのデータを送信させることが出来る。

## トイ

### ゲイジングチップ
プラモデルおよびフィギュアに内蔵しているICチップ。ゲイジングリンクの中核となるチップでバトルベースやゲイジング ハロに近づけることでデータ送信することが出来る。

### ゲイジングビルダー
『GB(ゲイジングビルダー)』は全高約19センチメートル、1/100スケールの塗装・完成済みフィギュア。販売はセット販売のほかパーツ毎に販売。ゲイジングチップはコア（上半身）、レッグ（下半身）、アーム（右肩、左肩）の4つ内蔵。四肢を組み替えて独自の機体にカスタマイズすることで、それがゲームにも反映される。
- ガンダムAGE-1ノーマル
  - AGE-1 Gウェア コア
  - AGE-1 Gウェア コア 限定レッドカラーコア
- ガンダムAGE-1タイタス
  - AGE-1 Gウェア タイタスアーム
  - AGE-1 Gウェア タイタスレッグ
- ガンダムAGE-1スパロー
  - AGE-1 Gウェア スパローアーム
  - AGE-1 Gウェア スパローレッグ
- ジェノアス
- ガフラン
- ジェノアスカスタム
- Gエグゼス
- ガンダムAGE-2ノーマル
- アデル
- ガンダムAGE-2ダブルバレット
  - AGE-2 Gウェア コア
  - AGE-2 Gウェア ダブルバレットアーム
  - AGE-2 Gウェア ダブルバレットレッグ
- ゼイドラ
- ガンダムAGE-3ノーマル
- ガンダムAGE-3フォートレス
  - AGE-3 Gウェア フォートレスアーム
  - AGE-3 Gウェア フォートレスレッグ
- ガンダムAGE-3オービタル
  - AGE-3 Gウェア オービタルアーム
  - AGE-3 Gウェア オービタルレッグ
- ギラーガ
- ガンダムAGE-2ダークハウンド
- ガンダムAGE-FX

### アドバンスドグレード
『AG（アドバンスドグレード）』は全高約12.5センチメートル、1/144スケールのプラモデル。ゲイジングチップは1体に1つ内蔵。「ブロックビルド」と呼称される組み立てシステムを採用しており、子供や初心者でも作りやすいように細かな部品がなく、特別な工具や接着の工程も不要という仕様になっている。『機動戦士ガンダム00 FG（ファーストグレード）』同様、可動なども簡略化されたものとなっている。
- ガンダムAGE-1ノーマル
- ガンダムAGE-1タイタス
- ガンダムAGE-1スパロー
- ジェノアス
- ガフラン
- ジェノアスカスタム
- ゼダス
- Gエグゼス
- ガンダムAGE-2ノーマル
- アデル
- ジェノアスII
- ゼイドラ
- Gバウンサー
- クロノス
- ガンダムAGE-2ダブルバレット
- ドラド
- ガンダムAGE-3ノーマル
- ガンダムAGE-3フォートレス
- ガンダムAGE-3オービタル
- ギラーガ
- ガンダムAGE-2ダークハウンド
- Gエグゼス ジャックエッジ
- ガンダムAGE-FX
- ガンダムレギルス

## ゲイジングシミュレーター
公式サイト配信のカスタマイズシミュレーター。登録しなくてもお試し版が利用できるが、バンダイナムコIDを登録することで、トイ付属のガンダムトライエイジカード裏面に書かれた『ゲイジングID』で対応パーツの登録ができ、組み合わせ遊びとステータスやコンボスペシャルアタックの確認ができる。
2013年3月15日12時を以て稼働終了。

## ゲイジングバトルマスターチャレンジ
ゲイジングバトルベースで行われるキャンペーン。
- 第1弾

2011年11月19日より開催。ゲイジングポイントを100ポイント貯めレベル3以上になったら、エイジデバイス付属のゲイジングマスターパスと共に店頭で見せることで、トレジャースター版ガンダムAGEダイキverなどにカスタマイズできる特製カスタムステッカーを先着プレゼント。
- 第2弾

2012年2月18日より開始。条件はレベル10。認定アイテムはGB限定AGE-1 コアTS（トレジャースター）バージョン。
- 第3弾

2012年3月24日より開始。条件はレベル15。認定アイテムはAG ガンダムAGE-1スパロー スーパークリアVer.。
- 第4弾

2012年5月19日より開始。条件はレベル20。認定アイテムはGB限定AGE-2　Gウェアアームスーパーレアゴールドバージョン。
- 第5弾

2012年6月16日より開始。条件はレベル25。認定アイテムはAG　ガンダムAGE-2ダブルバレットスーパークリアVer.。
- 第6弾

2012年8月25日より開始。条件はレベル50。認定アイテムはAG　ガンダムAGE-FXスーパークリアVer.。これが最後のゲイジングバトルマスターチャレンジとなる。